# Bodas de odio
Bodas de odio (no Brasil: Bodas de Ódio), é uma telenovela mexicana produzida por Ernesto Alonso para a Televisa que foi exibida pelo Canal de las Estrellas entre 5 de setembro de 1983 a 6 de abril de 1984.
A história é baseada no livro Bodas de Odio escrito em 1960 por Caridad Bravo Adams e com adaptação livre de María Zarattini.
A trama foi protagonizada por Christian Bach, Miguel Palmer e Frank Moro e antagonizada por Rosario Gálvez, Silvia Manríquez, Arsenio Campos, Antonio Medellín, Rafael Sánchez-Navarro e María Montaño.

## Sinopse
No México de Don Porfírio (José Luis Padilla), a bela Magdalena (Christian Bach) sustenta um romance com o tenente José Luis (Frank Moro), mas existe um problema, o tenente é pobre e a família da jovem está arruinada.
Alejandro Almonte (Miguel Palmer), filho de um homem rico que o tinha como criado e que só o reconheceu como filho momentos antes de morrer, vai a cidade de Puebla para ver a fábrica que seu pai deixou. Ali conhece Magdalena, filha do general Iván Mendoza (Carlos Riquelme). A família Mendoza está arruinada econômicamente e, devido a isso Paula (Rosario Gálvez), a mãe de Magdalena faz um trato com Alejandro, ela dá Magdalena em troca dos pagamentos de suas dívidas. Quando ela descobre que Magdalena está apaixonada por um soldado, faz com que ele vá parar na prisão. José Luis foge da prisão, e vai na mansão dos Mendoza depois do casamento. Ele pede que Magdalena vá com ele, mas Alejandro descobre e leva Magdalena para um rancho. María (María Montaño) a filha do capataz vive aí e está apaixonada por Alejandro. José Luis vai até o rancho e toma o lugar do pai de Maria que morreu. Mas Magdalena já está apaixonada por Alejandro e quer José Luis longe.
Quando Alejandro descobre quem era o verdadeiro capataz, Magdalena está a ponto de ter seu filho, mas ele acha que o filho não é dele e a abandona. Sem saber do que acontece na fazenda José Luis se casa com Angélica Arétia (Patsy), que tem uma doença incurável. A partir desse momento, a história começa a dar uma reviravolta. José Luis consegue, por meio da madrinha de Angélica, que Don Porfírio retire as queixas de crimes, que Paula havia criado para prendê-lo, e lhe concede o título de general. Alejandro consegue muito inimigos, devido sua bondade para com seus trabalhadores e por causa disso, Francisco Torres Quintero (Antonio Medellín), secretário do governador de Puebla, acusa Alejandro de está aliado com o grupo de rebeldes que planejam contra o Governo. Alejandro é preso e, devido a uma falsificação, perde o direito aos seus bens por não ser considerado filho legítimo. Nesse momento ele contará com o apoio de Magdalena, Rosário (criada que ele descobriu ser sua mãe)e José Luis, que o ajuda em nome do amor que ainda tem Magdalena.
Alejandro acaba se juntando realmente com os rebeldes e começa a lutar a favor do fim da ditadura de Don Porfírio. Agora José Luis tem a obrigação de persegui-lo e matá-lo. Porém, quando finalmente consegue prendê-lo, mas uma vez em nome do amor que sente por Magdalena e já conformado que ela não o ama mais, resolve deixar Alejandro fugir da prisão. José Luis é fuzilado por ordem do próprio Don Porfírio. Magdalena junto com seu filho e sua sogra vão morar com Alejandro em outra cidade, enquanto o país já está prestes a conseguir o fim da ditadura.

## Elenco
- Christian Bach — Magdalena Lascuráin Pedrasa de Mendoza de Almonte
- Miguel Palmer — Alejandro Almonte
- Frank Moro — José Luis Álvarez
- Magda Guzmán — Carmen Mendoza vda.de Muñoz
- Rafael Sánchez-Navarro — Dimitrio Lascuráin Pedrasa de Mendoza
- Rosario Gálvez — Paula   Pedrasa de Mendoza de Lascuráin
- Antonio Valencia — Adolfo Chávarri
- Yolanda Mérida - Rosário
- Julieta Egurrola — Josefina de Icaza/Josefina de Icaza de Mendoza
- Arturo Benavides — Rufino Sánchez
- María Montaño — María
- José Luis Padilla — Don Porfírio Díaz
- Ofelia Cano — Nadia Chávarri de Torres Quintero
- Silvia Manríquez — Armida
- Antonio Medellín — Francisco Torres Quintero
- Jose Antonio Ferral — Victor Garáin
- Jorge Mondragón — Padre Abundio
- Carlos Villarreal — Tomás de Icaza
- Fabio Ramírez- Joaquín Arétia
- Nerina Ferrer- Amália de la Torre de Landero de Arétia
- Roberto Antunez — Cipriano
- Miguel Ángel Negrete — Manuel Calderón
- Hector Moctezuma — Felipe
- Arsenio Campos — Sebastián
- Carlos Riquelme — Gen. Iván Lascuraín
- Enrique del Castillo — Capitão Loreto Mejía
- Carmen Cortes — Manuela
- Lupe Silva — Dominga
- Patsy — Angélica Arétia
- Lizzeta Romo — Esperanza
- Helio Castillos — Juventino
- Adalberto Parra — Ezequiel
- Alfonso Kafitti — Alfonso

## Versões
- Em 2003 foi produzido um remake desta novela com o nome de Amor Real. Esta nova versão também foi adaptada por María Zarattini, sob a produção de Carla Estrada[3].
- Em 2013 foi produzida uma versão moderna da trama, intitulada Lo que la vida me robó, produzida por Angelli Nesma Medina.

## Curiosidades
- A atriz Christian Bach utilizou em seu casamento com o ator Humberto Zurita, o mesmo vestido de noiva que utilizou para as gravações da novela.
- No livro Bodas de Odio de Caridad Bravo Adams, a história se passa no século XVIII na Rússia e Ucrânia, durante o período czarista.
- Os atores Christian Bach e Frank Moro já haviam feito par romântico em outra novela de Caridad Bravo Adams em 1982 El amor nunca muere, uma versão da famosa história de La mentira.

## Equipe de Produção
- História Original — Caridad Bravo Adams
- Adaptação Livre — María Zarattini
- Ambientação e Desenho de Vestuario – Antonio Muñoz
- Direção de Câmeras – Carlos Zúñiga
- Direção Geral – José Rendón
- Produção – Ernesto Alonso

## Prêmios e Indicações

### Prêmio TVyNovelas 1984
| Categoria                  | Nomeado(a)       | Resultado |
| -------------------------- | ---------------- | --------- |
| Melhor telenovela          | Ernesto Alonso   | Ganhadora |
| Melhor atriz protagonista  | Christian Bach   | Ganhadora |
| Melhor ator protagonista   | Miguel Palmer    | Nomeado   |
| Melhor atriz antagonista   | Rosario Gálvez   | Nomeada   |
| Melhor revelação feminina  | Julieta Egurrola | Ganhadora |
| Melhor revelação masculina | Adalberto Parra  | Nomeado   |